# Panathīnaïkos Athlītikos Omilos 2003-2004
Questa voce raccoglie le informazioni riguardanti il Panathīnaïkos Athlītikos Omilos nelle competizioni ufficiali della stagione 2003-2004.

## Rosa
| N. |                      | Ruolo | Calciatore                 |
| -- | -------------------- | ----- | -------------------------- |
| 1  | Grecia (bandiera)    | P     | Antōnīs Nikopolidīs        |
| 12 | Grecia (bandiera)    | P     | Konstantinos Chalkias      |
| 36 | Egitto (bandiera)    | P     | Ahmed Hamdi                |
| 31 | Grecia (bandiera)    | P     | Alexandros Tzorvas         |
| 25 | Grecia (bandiera)    | P     | Stefanos Kotsolīs          |
| 8  | Grecia (bandiera)    | D     | Giannīs Gkoumas (capitano) |
| 2  | Danimarca (bandiera) | D     | René Henriksen             |
| 21 | Grecia (bandiera)    | D     | Ilias Kotzios              |
| 16 | Grecia (bandiera)    | D     | Sotirios Kyrgiakos         |
| 3  | Sudafrica (bandiera) | D     | Nasief Morris              |
| 30 | Grecia (bandiera)    | D     | Takis Fyssas               |
| 6  | Germania (bandiera)  | D     | Markus Münch               |
| 27 | Grecia (bandiera)    | C     | Pantelis Konstantinidis    |
| 5  | Grecia (bandiera)    | C     | Giourkas Seitaridis        |

| N. |                      | Ruolo | Calciatore             |
| -- | -------------------- | ----- | ---------------------- |
| 14 | Lituania (bandiera)  | C     | Raimondas Žutautas     |
| 20 | Grecia (bandiera)    | C     | Aggelos Mpasinas       |
| 10 | Camerun (bandiera)   | C     | Joël Epalle            |
| 40 | Argentina (bandiera) | C     | Ezequiel González      |
| 4  | Croazia (bandiera)   | C     | Silvio Marić           |
| 22 | Grecia (bandiera)    | C     | Miltiadīs Sapanīs      |
| 18 | Romania (bandiera)   | C     | Lucian Sânmărtean      |
| 15 | Gambia (bandiera)    | A     | Njogu Demba-Nyrén      |
| 19 | Cipro (bandiera)     | A     | Michalīs Kōnstantinou  |
| 35 | Danimarca (bandiera) | A     | Jan Michaelsen         |
| 23 | Polonia (bandiera)   | A     | Emmanuel Olisadebe     |
| 11 | Grecia (bandiera)    | A     | Dīmītrios Papadopoulos |
| 7  | Croazia (bandiera)   | A     | Goran Vlaović          |
| 9  | Polonia (bandiera)   | A     | Krzysztof Warzycha     |

### Staff tecnico
- Allenatore:  Itzhak Shum

## Risultati
- Campionato: Vincitore
- Coppa di Grecia: Vincitore
- UEFA Champions League: Terzo nel Gruppo E. Ha accesso ai sedicesimi di finale di Coppa UEFA
- Coppa UEFA: Eliminato ai sedicesimi di finale.